# Exsuperantia
Exsuperantia is een geslacht van sponsdieren uit de klasse van de Demospongiae (gewone sponzen). 

## Soort
- Exsuperantia clava (Schmidt, 1879)